# Veselá, Pelhřimov
Veselá là một làng thuộc huyện Pelhřimov, vùng Vysočina, Cộng hòa Séc.